# Маргарян, Татул Хикарович
Татул Хикарович Маргаря́н (арм. Թաթուլ Մարգարյան, 16 апреля 1964, Капан) — армянский дипломат.
- 1980—1985 — Ереванский институт народного хозяйства. Экономист.
- 1985—1989 — аспирантура Ереванского института народного хозяйства. Доктор экономических наук.
- 1989—1990 — высшая школа международных исследований. Магистр международных отношений.
- 2005—2007 — Лондонская школа политологии и экономики. Доктор наук.
- 1990—1991 — помощник вице-спикера Верховного совета Армянской ССР.
- 1991—1992 — исполняющий обязанности министра-руководителя аппарата правительства Армении.
- 1991—1994 — помощник, а затем советник вице-президента Армении.
- 1994—1999 — был чрезвычайным и полномочным послом Армении в США.
- 1999—2000 — советник министра иностранных дел Армении.
- 2000—2005 — заместитель министра иностранных дел Армении.
- 2002—2003 — представитель президента Армении на переговорах по урегулированию карабахского конфликта.
- С марта 2005 по 26 июня 2014 — чрезвычайный и полномочный посол Армении в США, представитель Республики Армения в Организации Американских государств.
- С апреля 2012 по декабрь 2013 — чрезвычайный и полномочный посол Армении в Мексиканских Соединённых Штатах.
- С 5 августа 2014 по 4 августа 2020 — чрезвычайный и полномочный посол Армении в Бельгии, руководитель представительства Республики Армения в Европейском союзе.

## Награды
- Медаль «За заслуги перед Отечеством» 2-й степени (1 марта 2016 года) — по случаю Дня дипломата, за многолетнюю безупречную деятельность[1].
- Медаль Мхитара Гоша (3 сентября 2011 года) — по случаю 20-летия независимости Республики Армения, за значительные заслуги в области дипломатии[2].

## Владение иностранными языками
английский, русский.

## Семья
Женат, имеет трёх сыновей.